# François Hanriot
François Hanriot, též Henriot (3. září 1759, Nanterre – 28. července 1794, Paříž) byl francouzský revolucionář.

## Životopis
Hanriot, jehož rodiče byli sluhové, byl nějakou dobu sluhou advokáta, dokud nebyl propuštěn za krádež. Poté pracoval jako daňový úředník. V červenci 1789 byl i zde propuštěn poté, co opustil své místo, když se revoluční Pařížané pokusili vypálit  kancelářskou budovu. Poté žil v chudobě a vystačil si s různými zaměstnáními, až se stal řečníkem ve spolku sansculotů. Jeho obhajoba násilného zdanění aristokracie ho učinila oblíbeným u sansculotů a byl jedním z jejich vůdců při zářijových vězeňských masakrech v roce 1792. Poté se stal členem Národní gardy, kde dosáhl hodnosti kapitána.
Na jaře roku 1793 vzniklo napětí mezi girondisty a radikální Horou kolem Maximiliena Robespierra a radikálními částmi pařížské městské rady, které vyvrcholilo poté, co byl zatčen radikální publicista Jean-Paul Marat. V té době (30. května 1793) Hanriota jmenovala pařížská městská rada velitelem Národní gardy. Tím obklíčil Národní konvent, vynutil si rozpuštění girondisty ovládanou Komisi Dvanácti a vydání 22 vybraných girondistů. To byl začátek vlády Hrůzovlády. Robespierre se stal předsedou nového Výboru pro veřejné blaho. Hanriot se stal stálým velitelem Národní gardy a byl loajálním stoupencem Robespierra. I když se Robespierre obrátil proti příznivcům Jacquese-René Héberta a sansculotům, Hanriot stál při Robespierrovi, navzdory jeho sympatiím k nim.
V červenci 1794 se v Národním konventu zformoval odpor proti Robespierrově hrůzovládě, kterou se mnozí cítili ohroženi. Robespierre byl 27. července (9. thermidoru) zatčen přímo v sále Konventu, ale Hanriot se postavil na stranu Pařížské komuny na Robespierrovu stranu a podnikl vojenské kroky, aby ho osvobodil a postavil se proti Národnímu konventu. Nařídil, že žádná pařížská věznice nesmí držet Robespierra a jeho stoupence, a jel s ozbrojenou policií do Tuileries, aby Robespierra osvobodil. Místo toho byl sám zajat a musel být osvobozen Coffinhalem. Mezitím se jeho odpůrci pokusili uvěznit Robespierra, ale byli všude odmítnuti, takže on i jeho stoupenci byli propuštěni. Robespierre a jeho následovníci, včetně Hanriota, se shromáždili na pařížské radnici, ale byli v noci obklíčeni a zajati jednotkami Konventu. Hanriot utekl oknem a zpočátku se dokázal schovat, byl ale vážně zraněn a brzy poté byl zatčen. Spolu s Robespierrem a jeho dalšími následovníky byl 28. července gilotinován.